# Río Higueras
Der Río Higueras, im Oberlauf Quebrada Cancania und Río Milpo, ist ein etwa 51 km langer linker Nebenfluss des Río Huallaga in Zentral-Peru in der Provinz Huánuco in der Region Huánuco. Er heißt im Ober- und Mittellauf auch Quebrada Cancania, Río Chaulán, Río Yarumayo und Río Cozo.

## Flusslauf
Der Río Higueras entspringt im Westen der peruanischen Zentralkordillere am Cerro Siete Grandes auf einer Höhe von etwa 4170 m. Das Quellgebiet liegt im Süden der Distrikte Margos und San Pedro de Chaulán. Der Río Higueras fließt anfangs 12 km nach Norden und wendet sich westlich von Chaulán allmählich nach Nordosten. Er passiert bei Flusskilometer 32 die Ortschaft Yarumayo.
Bei Flusskilometer 14 trifft der Río Mito von Westen kommend auf den Fluss. Dieser wendet sich im Anschluss nach Osten. Auf den letzten 4 Kilometern erreicht der Río Higueras den Ballungsraum Huánuco und mündet schließlich auf einer Höhe von 1905 m in den Río Huallaga.

## Einzugsgebiet
Der Río Higueras entwässert ein Areal von 701 km². Das Einzugsgebiet erstreckt sich über den Südwesten der Provinz Huánuco. Das Einzugsgebiet des Río Higueras grenzt im Südosten an das des Río Huancachupa, im Süden an das des Río Huertas, im Westen an das des oberen Río Marañón sowie im  Norden an das des Río Garbanza.